# Michael Hirst
Michael Hirst (ur. w 1952) – angielski scenarzysta, najlepiej znany ze swojej pracy nad filmami Elizabeth oraz Elizabeth: Złoty wiek. Za pierwszy z wymienionych tytułów otrzymał nominację do nagrody BAFTA za najlepszy scenariusz oryginalny.
Hirst był twórcą, głównym scenarzystą i producentem wykonawczym znanego serialu historycznego Dynastia Tudorów, który zadebiutował w 2007 roku. Był również współscenarzystą produkcji Jan Paweł II: Nie lękajcie się.

## Filmografia
- Mordercza sekta (The Deceivers, 1988)
- Przeklęty los (Fools of Fortune, 1990)
- Ballada o Sad Cafe (Ballad of the Sad Cafe, 1991)
- Schadzka z Wenus (Meeting Venus, 1991)
- Szachownica flamandzka (Uncovered, 1994)
- Elizabeth (1998)
- Młody Casanova (Giovane Casanova, 2002)
- Jan Paweł II: Nie lękajcie się (Have No Fear: The Life of Pope John Paul II, 2005)
- Elizabeth: Złoty wiek (Elizabeth: The Golden Age, 2007)
- Dynastia Tudorów (The Tudors, 2007–2010)
- Wikingowie (Vikings, 2013 - 2020)